# 池田乾
池田 乾（いけだ かん、5月28日生）は、日本の漫画家。女性。
主に新書館のボーイズラブ系の雑誌などで作品を発表している。代表作として『戦う!セバスチャン』『花屋の番人』などがある。『戦う!セバスチャン』はCDドラマ化もされている。

## 作品リスト

### 単行本
- 戦う!セバスチャン（新書館）全8巻
- 戦う!セバスチャン＃（新書館）全5巻
- 少年セバスチャンの執事修行（新書館）既刊5巻
- 執事セバスチャンの職業事情（新書館）既刊7巻
- 花屋の番人（新書館）既刊4巻（現在は休載中）
  1. 2006年11月24日発売[1]、ISBN 4-403-61851-0
  2. 2007年11月22日発売[2]、ISBN 978-4-403-61886-4
  3. 2009年2月26日発売[3]、ISBN 978-4-403-61926-7
  4. 2009年8月24日発売[4]、ISBN 978-4-403-61942-7
- ふみのさんちの大黒柱（芳文社）既刊1巻
『まんがタイムファミリー』(2016年8月号 - 2018年5月号)→『まんがホーム』（2018年5月号 - 連載中）
  1. 2018年2月7日発売[5]、ISBN 978-4-8322-5665-1

### 単行本未収録
- Dragon's sons
『ウィングス』（新書館）2001年3月号
- Dragon's sons 2
『ウィングス』2002年4月号 - 6月号
- GIGANT FIRE
『サウス』（新書館）2002年2月号
- はにはにがーでぃあん
『ウィングス増刊 ハックルベリー』Vol.1（2003年）
- GREAT MAGIC
『ウィングス増刊 ハックルベリー』Vol.2（2003年）